# Barranc dels Confossos
El barranc dels Confossos és un curs d'aigua afluent de la Noguera Pallaresa per la dreta, en el pantà dels Terradets. Pertany a la conca del Noguera Pallaresa. Discorre íntegrament pel terme municipal de Castell de Mur, en el seu antic terme de Guàrdia de Tremp.
Es forma a llevant de Guàrdia de Noguera, a la Bancalada de Manel, des d'on davalla cap a llevant, inflexionant lleument cap al nord. Passa entre el Tros de la Manela del Pere, que queda al nord, i lo Molí, que és al sud. Travessa les vies del tren de la Línia Lleida - la Pobla de Segur i la carretera C-13, i passa pel sud de l'Horta per abocar-se en la Noguera Pallaresa a la cua del Pantà dels Terradets.